# Actinotaenium capax
Actinotaenium capax  là một loài Song tinh tảo trong họ Desmidiaceae, thuộc chi Actinotaenium.

## Các phân loài
- Actinotaenium capax var. capax
- Actinotaenium clevei var. clevei
- Actinotaenium clevei var. gelidum
- Actinotaenium capax var. minus